# Crise epiléptica
Uma crise epilética é um breve episódio de sinais e sintomas devidos à atividade neuronal síncrona anormal ou excessiva no cérebro. As manifestações clínicas variam significativamente, desde perda de consciência muito breve e quase imperceptível (crise tipo ausência)
até espasmos incontroláveis (crise tónico-clónica generalizada). As doenças do cérebro que se caracterizam por uma predisposição continuada para gerar crises epiléticas são denominadas epilepsia. Uma crise epilética é uma emergência médica que necessita da atenção de pessoal médico, principalmente em doentes sem antecedentes ou sem um plano para controlar as crises.
As crises epiléticas podem também ocorrer em pessoas sem epilepsia devido a várias causas, como traumatismo cerebral, consumo de drogas, temperatura corporal elevada, hipoglicemia e hipoxia. Existem uma série de condições cujas manifestações se assemelham a crises epiléticas, como síncope, Crise psicogénica não epilética, tremores.
Uma primeira crise epilética geralmente não requer tratamento de longa duração com anticonvulsivos, a não ser que exista um problema específico detectado num eletroencefalograma ou exames imagiológicos ao cérebro.
A epilepsia afeta 1% da população mundial. Cerca de 80% das pessoas com epilepsia vive em países em vias de desenvolvimento. Entre 5 e 10% das pessoas que vivem até aos 80 anos de idade já vivenciaram pelo menos uma crise epilética, sendo a probabilidade de vivenciar uma segunda crise de 40 a 50%. Cerca de 50% das pessoas com uma aparente primeira crise tiveram anteriormente outros episódios menores de crises, pelo que são diagnosticadas com epilepsia.